# Jakša (plemstvo)
Jakša (Giaxa) je hrvatska plemenitaška obitelj s otoka Hvara. 
Prvotno prezime im je Piretić. Kao Jakša redovno se spominju od 15. stoljeća. Austrija im je plemstvo potvrdila 1822. godine.
Tijekom povijesti dio obitelji preselili su se na Vis, Split, Brač i Dubrovnik, gdje su se neki istakli u društveno-politčkom životu, ali i u inozemstvu: Grčkoj i Italiji.
Obitelj je od istaknutijih pripadnika nekoliko sudaca, lliječnika, kapetana i političara u doba mletačke, francuske i austrijske uprave.
Ističu se:
- Franjo Jakša, kapetan, koji se je istaknuo u obrani Splita 1657. u Kandijskom ratu
- Šimun Jakša (1681. – 1742.), kanonik crkve sv. Marka u Mletcima, mlet. vitez i apostolski protonotar
- Nikola Jakša, načelnik viške općine 1886., zastupnik u Dalmatinskom saboru 1883. – 1889., pripadnik Narodne stranke